# 古河典子
古河 典子（ふるかわ のりこ、1941年〈昭和16年〉9月18日 - ）は、日本の旧皇族。久邇宮朝融王と同妃知子女王の第5王女子。旧名は、典子女王（のりこじょおう）。皇籍離脱前の身位は女王で、皇室典範における敬称は殿下。今上天皇の従叔母にあたる。

## 略歴
1941年（昭和16年）9月18日、久邇宮朝融王と同妃知子女王の第5王女子として誕生。御七夜の9月24日に「典子」と命名された。1947年（昭和22年）10月14日、皇室典範第11条1項により、皇籍離脱。皇籍離脱後は、「久邇 典子（くに のりこ）」と名乗った。1967年（昭和42年）5月25日、男爵古河従純の長男・古河潤之助と結婚し、「古河 典子（ふるかわ のりこ）」となる。1968年（昭和43年）3月に長男・潤一が誕生した後、次男・智章、長女・綾子の2男1女をもうける。

## 血縁
- 父：久邇宮朝融王
- 母：朝融王妃知子女王
- 兄弟：正子女王 - 朝子女王 - 邦昭王 - 通子女王 - 英子女王 - 朝建王 - 典子女王 - 朝宏王
- 夫：古河潤之助
- 長男：古河潤一
- 次男：古河智章
- 長女：古河綾子
- 叔母：香淳皇后
- 従兄：明仁
- 従甥：今上天皇